# Воротников Сергій Іларіонович
Сергій Іларіонович Воротников (нар. 25 жовтня 1929, село Староє Хреновоє Панінського району Усманського округу Центрально-Чорноземної області, тепер село Красний Лиман Панінського району Воронезької області, Російська Федерація — 8 жовтня 2017, місто Розсош Воронезької області, Російська Федерація) — український радянський діяч, новатор виробництва, шахтар, бригадир комплексної бригади очисного забою шахти № 1 імені Косіора тресту «Комунарськвугілля» комбінату «Луганськвугілля» Луганської області. Герой Соціалістичної Праці (14.02.1966). Кандидат у члени ЦК КПРС у 1966—1971 р. Депутат Верховної Ради УРСР 6—7-го скликань. Член Президії Верховної Ради УРСР 7-го скликання.

## Біографія
Народився в селянській родині. У 1945—1946 роках — електромонтер та електрозварник Липецького тракторного заводу РРФСР. У 1946—1949 роках працював в колгоспі.
У 1949—1952 роках служив у Радянській армії. У 1952—1953 роках — завідувач клубу села Петрівки Полтавської області.
У 1953—1954 роках — наваловибійник шахти № 2-біс селища Паризька Комуна (тепер — місто Перевальськ Луганської області), у 1954—1956 роках — прохідник, а у 1956—1957 роках — робітник очисного вибою на шахтах тресту «Комунарськвугілля» комбінату «Ворошиловградвугілля».
У жовтні 1957—1972 роках — бригадир комплексної бригади робітників очисного вибою шахти № 1 імені Станіслава Вікентійовича Косіора Чорнухинського шахтоуправління тресту «Комунарськвугілля» комбінату «Луганськвугілля» селища Чорнухине Луганської області.
Член КПРС з 1962 року.
Очолював першу в історії вуглевидобування наскрізну добову комплексну бригаду. Цю прогресивну ініціативу в організації праці пізніше назвали «методом Воротникова». Був зачинателем руху за видобуток із лави тисячі і більше тонн вугілля за добу. Звання Героя Соціалістичної Праці було присвоєне Сергію Воротникову Указом Президії Верховної Ради СРСР від 14 лютого 1966 року за успіхи в освоєнні нової гірничої техніки, досягнення високої продуктивності праці.
У 1964 році закінчив середню школу робітничої молоді, у кінці 1960-х років — Комунарский гірничо-металургійний інститут Луганської області.
У 1972—1985 роках — заступник директора, директор із кадрів та побуту вугільного виробничого об'єднання «Ворошиловградвугілля» Ворошиловградської області.
З 1985 до 2012 року — начальник навчально-курсового комбінату відособленого підрозділу «Соцвугілля» державного підприємства «Луганськвугілля»; начальника навчального пункту акціонерного товариства «Шахтоуправління «Луганське» Луганської області.
До 2014 року — на пенсії у місті Луганську. Потім переїхав до міста Розсош Воронезької області Російської Федерації, де помер і похований на розсошанському цвинтарі № 7.

## Нагороди
- Герой Соціалістичної Праці (14.02.1966)
- орден Леніна (14.02.1966)
- орден Жовтневої Революції (30.03.1971)
- орден Дружби (Російська Федерація) (22.04.2010)
- орден «За заслуги» ІІІ ступеня (19.12.2001)
- медаль «За трудову доблесть»
- медалі
- знак «Шахтарська слава» 1-го ст.
- знак «Шахтарська слава» 2-го ст.
- знак «Шахтарська слава» 3-го ст.
- знак «Шахтарська доблесть» 1-го ст.
- знак «Шахтарська доблесть» 2-го ст.
- знак «Шахтарська доблесть» 3-го ст.
- почесний знак «За розвиток регіону» (10.2009)